# Orioniden

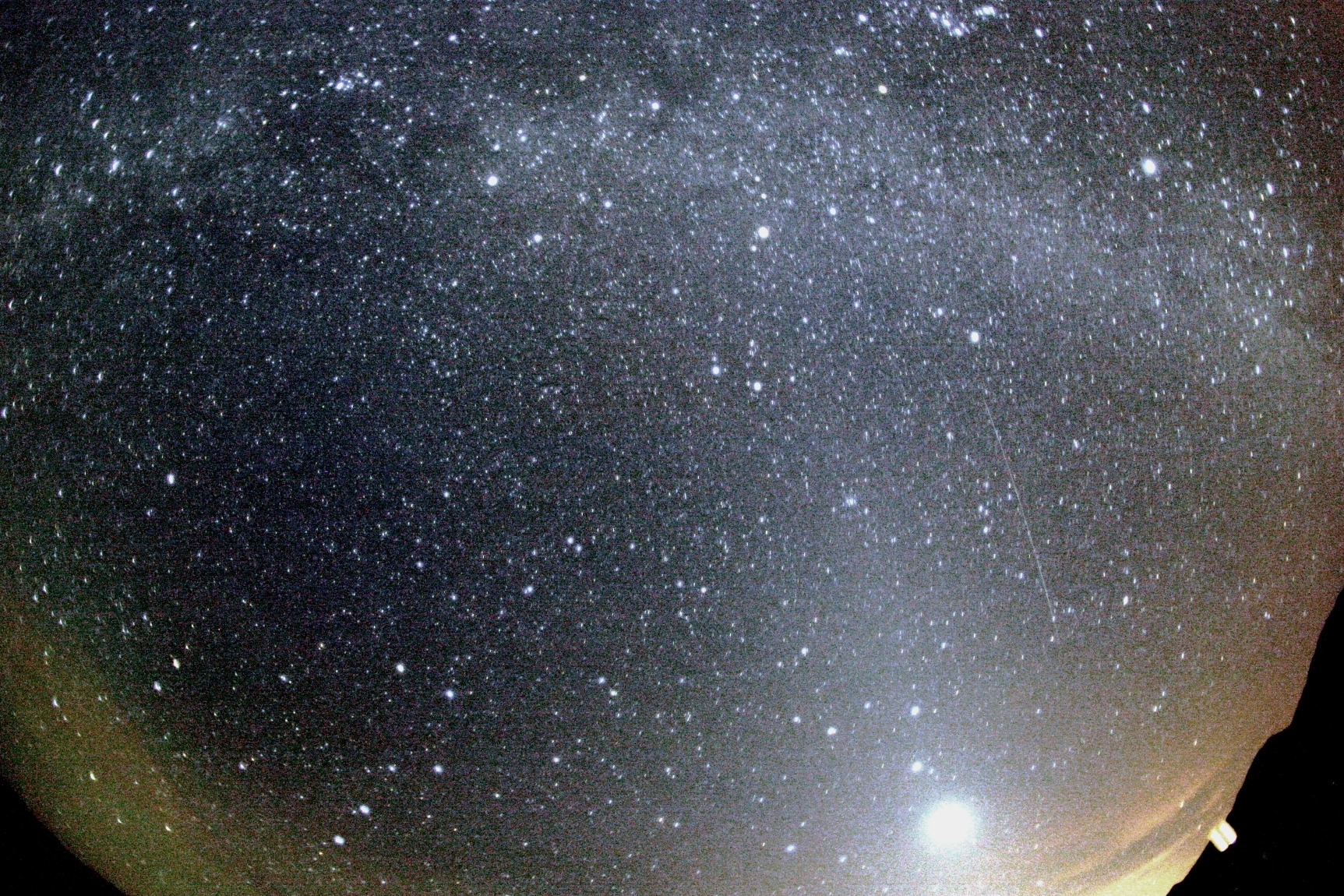
Een Orionide onder de Melkweg.

De Orioniden zijn een jaarlijkse meteorenzwerm die van 16 tot 26 oktober verschijnt aan de hemel. De radiant, het punt waar ze vandaan lijken te komen, ligt in het sterrenbeeld Orion.
De Orioniden worden veroorzaakt door stofdeeltjes van de komeet Halley. Tijdens het maximum op 21 oktober heeft de zwerm een ZHR van 30.